# 297 TCN
297 TCN là một năm trong lịch Julius. 